# ボロディアンカ爆撃
ボロディアンカ爆撃（ボロディアンカばくげき）は、2022年ロシアのウクライナ侵攻において、ロシア軍が行ったウクライナのボロディアンカへの爆撃。
ウクライナ大統領のウォロディミル・ゼレンスキーは、ブチャの虐殺が発覚した1週間後の4月7日に、荒廃したボロディアンカの様子を報告した。ウクライナ国家非常事態庁によれば、4月17日の時点で41人の遺体が発見されたという。

## ロシア軍の攻撃
ロシアのウクライナ侵攻が起こるまでは、ボロディアンカはキーウの北にある人口13,000人ののどかな町だった。
ロシア軍によるキエフへの攻勢において、ボロディアンカは戦略的に重要な進軍路の途上にあり、ロシア軍による多数の爆撃の目標になった。ウクライナのイリーナ・ベネディクトワ検事総長によれば、ロシア軍は、最大数の住民が家にいる夜中に、クラスター爆弾、タルナード、BM-27を使って建物を破壊し、炎上させたという。メインストリートのほぼすべての建物を含め、ボロディアンカの建物のほとんどが破壊された。ロシアの爆弾が建物の中心に直撃し、骨組みを残して崩壊した。ウクライナのオレクシー・レズニコウ国防相は、爆撃により多くの住民が1週間にわたり瓦礫の下敷きになり死に瀕しているとし、さらに助けに向かった人々がロシア兵士に撃たれていると発言した。
ベネディクトワは、ロシア兵士による民間人の殺害、拷問、殴打を非難した。
一部の住民は38日間も地下室に避難していた。3月22日、キーウから撃退されたロシア軍が、ドンバス地方に集結するためにキーウ州から徐々に撤退した。ボロディアンカ町長は、ロシア軍の車列が町を通過し、ロシア兵士が開けっぱなしの窓から発砲したと発言し、少なくとも200人が亡くなったと推定した。
ロシア軍撤退後の生存者はわずかに数百人ばかりで、およそ90%が避難したままであり、数え切れないほどの人が瓦礫の下敷きになって死亡した。ロシア軍は撤退する際に町の至るところに対人地雷を残していった。

## その後
4月5日、フランス通信社がボロディアンカに到着した。フランス通信社は、遺体を見てはいないものの、広範囲にわたる破壊の様子を報じ、一部の住居はもはや存在していなかったとした。死者数は不明であるが、一人の住民は、少なくとも5人が亡くなったと認識しているものの、その他の人々が瓦礫の下敷きになり、誰も救出を試みていないと発言した。
4月7日、ベネディクトワは、破壊された2軒の建物の瓦礫から26人の遺体が発見されたと発表した上で、彼女は、ボロディアンカはキーウ周辺地域で最も破壊された町であるとし、軍事的な拠点ではないにもかかわらず、民間人が攻撃目標にされたと発言した。その後、ゼレンスキー大統領は、ボロディアンカの死者数はブチャのそれよりも酷いものであると発言した。
ヨーロッパ1によれば、ロシア軍が撤退してから10日後においても、救助隊が瓦礫の中の遺体の捜索を行い、尊厳を守って埋葬しているとされるが、救助隊の作業は建物が倒壊する危険性があるために困難なものになっている。毎日、多くの遺体が発見されており、現地の遺体安置所では対応しきれなくなったために、100キロメートル以上離れたところまで遺体を移送せねばならないという。